# Cucumber (série télévisée)

Cucumber est une série télévisée britannique diffusée en 2015.

## Distribution
- Vincent Franklin : Henry Best
- Julie Hesmondhalgh : Cleo Whitaker
- Fisayo Akinade : Dean Monroe
- Freddie Fox : Freddie Baxter
- Ceallach Spellman : Adam Whitaker
- Eleanor Worthington-Cox : Molly Whitaker
- Cyril Nri : Lance Sullivan
- James Murray : Daniel Coltrane
- Anjli Mohindra : Veronica Chandra
- Con O'Neill : Cliff Costello (5 épisodes)
- Letitia Wright : Vivienne Scott (4 épisodes)
- Adjoa Andoh : Marie (3 épisodes)
- Sharon Duncan-Brewster : Maureen (2 épisodes)
- Phaldut Sharma : Leigh (2 épisodes)
- Hannah John-Kamen : Violet (2 épisodes)
- T'Nia Miller : Kay (2 épisodes)
- Charlie Covell : Amy (2 épisodes)
- Haruka Abe : Anna Miyagi (1 épisode)
- Ardal O'Hanlon : Brian McCoy (1 épisode)
- Edward MacLiam : Gregory (1 épisode)
- Steffan Rhodri : Don Baxter (1 épisode)
- Beth Goddard : Claire Baxter (1épisode)